# Steve Collins (Skispringer)
Stephen „Steve“ Collins (* 13. März 1964 in Thunder Bay, Ontario) ist ein ehemaliger kanadischer Skispringer. Er ist Angehöriger der Ojibwa-Nation.

## Werdegang
Collins begann im Alter von 11 Jahren mit dem Skispringen und gewann 1979 seine ersten nationalen Titel.
Am 27. Dezember 1979 konnte er bei der Debüt-Veranstaltung des Skisprung-Weltcups, die im italienischen Cortina d’Ampezzo ausgetragen wurde, den zehnten Platz belegen. Im darauffolgenden Jahr wurde der Kanadier in Örnsköldsvik Junioren-Weltmeister von der Normalschanze und konnte kurz darauf das Weltcup-Springen von der Großschanze in Lahti gewinnen. Mit 15 Jahren und 362 Tagen ist er der jüngste männliche Sieger aller Zeiten und der erste Nordamerikaner sowie neben Horst Bulau bisher einzige männliche Kanadier, der ein Weltcup-Springen für sich entschied. Wenig später nahm er in Harrachov erstmals an einem Skiflug-Wettbewerb teil und erreichte eine Weite von 172 m, womit er nur 4 Meter unterhalb des von Anton Innauer und Klaus Ostwald gehaltenen Weltrekordes lag. Bei den Olympischen Winterspielen 1980 lag Collins nach dem ersten Durchgang auf der Großschanze überraschend auf dem vierten Rang, fiel aber auf Platz neun zurück. Es war dennoch sein bestes Olympiaergebnis. 1981 trat er nochmals bei der Junioren-Weltmeisterschaft an und erlangte den dritten Rang. Dasselbe Ergebnis erreichte Collins kurz darauf beim Weltcup-Springen im heimischen Thunder Bay, seine dritte und letzte Podestplatzierung folgte er im Dezember 1985 in Lake Placid, erneut als Dritter. Darüber hinaus gelangen Collins 18 Top-10-Platzierungen, allein fünf davon in Lahti. 1990 errang er bei den kanadischen Meisterschaften in Thunder Bay Gold auf der Groß- und Bronze auf der Normalschanze. Im Dezember des darauffolgenden Jahres absolvierte Collins vor heimischen Publikum sein letztes Weltcup-Springen, übte den Sport danach aber noch zeitweise aus.
Collins nahm darüber hinaus an drei Olympischen Winterspielen teil, zuletzt 1988 in Calgary, wo er mit einem 13. Platz das bisher beste Ergebnis eines Kanadiers auf der Normalschanze erreichte. Collins lag hier lediglich einen Punkt hinter dem amtierenden Weltmeister Andreas Felder. Mit der kanadischen Mannschaft erreichte er im Team-Wettbewerb Rang neun.

## Sonstiges
Seine Anfangserfolge errang der Kanadier mit einer individuellen Sprungtechnik, bei der er die Ski in der Luft schräg hielt und die Spitzen aneinanderlegte, während zu seiner Zeit der Parallelstil obligatorisch war. Seinen 1980 in Lahti aufgestellten Schanzenrekord von 124 m konnte kein Athlet mit dem herkömmlichen Stil brechen, erst Toni Nieminen, der als einer der ersten den V-Stil nutzte, gelang hier 1992 ein Sprung über 125 m.
Steve Collins fiel auch dadurch auf, dass er Analphabet war. Er sprang zu Beginn seiner Weltcup-Karriere stets ohne Skibrille, was ebenfalls ungewöhnlich war.
Neben seiner Tätigkeit als Skispringer übernahm Collins auch vielfach Instandhaltungsarbeiten an den Schanzen von Thunder Bay und war nach seinem Rücktritt als Hallenwart in der Fort William First Nation Arena tätig. Außerdem fungierte er als Berater für Nachwuchsspringer.
Bei den Abstimmungen für die Lou Marsh Trophy im Jahr 1980 belegte Collins den dritten Rang hinter Terry Fox und Wayne Gretzky.
Er litt zeitweise an einer schweren Drogensucht.

## Erfolge

### Weltcupsiege
| Datum        | Ort   | Land     |
| ------------ | ----- | -------- |
| 9. März 1980 | Lahti | Finnland |

### Weltcupplatzierungen
| Saison  | Platz | Punkte |
| ------- | ----- | ------ |
| 1979/80 | 12    | 83     |
| 1980/81 | 14    | 59     |
| 1981/82 | 55    | 4      |
| 1982/83 | 32    | 24     |
| 1983/84 | 69    | 3      |
| 1984/85 | 27    | 28     |
| 1985/86 | 20    | 34     |
| 1987/88 | 44    | 15     |

### Schanzenrekorde
| Ort   | Land     | Weite               | aufgestellt am | Rekord bis   |
| ----- | -------- | ------------------- | -------------- | ------------ |
| Lahti | Finnland | 124,0 m (HS: 130 m) | 9. März 1980   | 1. März 1992 |